# Лиляна Кузмановска
Лиляна Кузмановска (на македонска литературна норма: Лилјана Кузмановска) е икономистка и политик от Северна Македония.

## Биография
Родена е на 15 юли 1962 година в град Битоля, тогава във Федеративна народна република Югославия. Завършва Икономически факултет.
В 2011 година е избрана за депутат от ВМРО – Демократическа партия за македонско национално единство в Събранието на Република Македония. Избрана е и в 2014 и в 2016 година.